# Бразильско-парагвайские отношения
Бразильско-парагвайские отношения — двусторонние дипломатические отношения между Бразилией и Парагваем. Протяжённость государственной границы между странами составляет 1371 километр.

## История
Эти страны находились в состоянии войны в 1864—1870 гг. (Парагвайская война), после окончания которой никогда не воевали друг с другом. В 1950-х годах Бразилия финансировала строительство новых корпусов для Национального университета Асунсьона, предоставила в пользование порт на бразильском побережье в Паранагуа, а также построила мост Дружбы через реку Парану, тем самым связав Паранагуа с Асунсьоном. В мае 1973 года Бразилия и Парагвай подписали Договор Итайпу, тем самым доказав, что Бразилия стала основным партнёром Парагвая вместо Аргентины. Режим Альфредо Стресснера выиграл политически и экономически от своих отношений с Бразилией. Бразилия оказывала Стресснеру дипломатическую и моральную поддержку, что повысило его престиж. В 1970-х годах парагвайская экономика демонстрировала устойчивый рост благодаря огромному влиянию денежных средств из Бразилии на строительство гидроэлектростанции Итайпу. Многие бразильцы переехали в восточный приграничный регион Парагвая, где они стали выращивать соевые бобы и хлопок. Около 60 % парагвайской экономической деятельности, полученной от сельского хозяйства, промышленности, торговли и услуг, находились в руках бразильцев, работающих в качестве партнеров с парагвайцами. Туризм и контрабанда товаров с Бразилией тоже приносили большой доход Парагваю. В 1980-х годах Бразилия стала поставлять военную технику в Парагвай, а также инструкторов для обучения личного состава войск этого соседнего государства.
В отношениях между странами были и напряженные моменты. Парагвайская оппозиция обвинялa Бразилию в том, что она по сути колонизировала Парагвай. Например, лидер Аутентичной радикальной либеральной партии написал книгу, осуждающую проекты Бразилии в Парагвае. В конце 1980-х годов оппозиция указала на растущий внешний долг Парагвая и обвинило в этом убыточные бразильские строительные проекты. Около 300 млн долларов США из этой задолженности образовалось из-за убыточности компании Paraguayan Steel, основанной бразильцами. Компания Paraguayan Steel была ликвидирована после того, как строительство ГЭС было окончено. Парагвай был вынужден импортировать сырьё из Бразилии и на выходе продукт получался слишком дорогим для продажи за рубежом. Сам проект Итайпу также был объектом критики режима Стресснера. По Договору Итайпу Парагвай продавал избыточную электроэнергию в Бразилию по невыгодной для себя цене. В 1986 году давление оппозиции вынудило правительство Парагвая повысить ставку по поставке электроэнергии в Бразилию.
Бразилия также выражала протест против некоторых действий правительства Стресснера. В конце 1980-х годов ряд государственных и частных парагвайских учреждений не выплатили свои долги бразильским кредиторам. В результате бразильские платежи за электричество ГЭС Итайпу были удержаны, а несколько парагвайских счетов заморозили в Бразилии. Бразилия также утверждала, что официальные лица Парагвая участвовали в контрабанде широкого спектра продуктов в Бразилию. В 1987 году аналитики подсчитали, что электронное оборудование стоимостью 1 миллиард долларов США было ввезено контрабандным грузом в Бразилию через территорию Парагвая. В том же году бразильские фермеры, как сообщается, незаконно ввезли сельскохозяйственной продукции в Парагвай на сумму более чем 1 млрд долларов США для реэкспорта, тем самым избегая выплаты бразильских налогов. Аналитики также подсчитали, что до половины всех автомобилей в Парагвае были угнаны у бразильских автомобилистов. Бразильские власти пригрозили заблокировать мост Дружбы между Бразилией и Парагваем в знак протеста против убийств дальнобойщиков, чьи транспортные средства были затем угнаны в Парагвай.
В 1985 году Бразилия перешла к гражданскому правительству и в 1987 году в Асунсьон был назначен не военный посол, но бразильско-парагвайские отношения остались на хорошем уровне. Учитывая значительные инвестиции в Парагвай, Бразилия оценила политическую стабильность, которую предлагал режим Альфредо Стресснера. Бразильские официальные лица воздерживались от публичной критики Стресснера. Однако в 1986 году президент Бразилии встретился со своим коллегой из Аргентины, чтобы обсудить расширение торгово-промышленного сотрудничества в регионе Рио-де-ла-Плата. Президенты дали понять, что только демократические страны могут присоединиться к этой новой региональной программе экономической интеграции. Таким образом, демократическая Боливия могла бы участвовать в проекте, тогда как Парагвай не был допущен. Хотя участие в этой программе могло помочь экономике Парагвая, Стресснер не был готов покинуть власть. В итоге Альфредо Стресснер пошел на ухудшение отношений с Бразилией оправдывая это тем, что на кону стоит парагвайская внутренняя стабильность. В 1987 году парагвайская полиция напала на нескольких приглашенных бразильских конгрессменов во время их визита в Асунсьон.
В 2009 году отношения между странами значительно улучшились после решения президента Бразилии Луиса Инасиу Лула да Силвы утроить выплаты Парагваю за пользование энергией гидроэлектростанции на границе, закончив тем самым давний спор. Бразилия начала выплачивать Парагваю 360 миллионов долларов США в год за пользование энергии из совместно эксплуатируемой гидроэлектростанции Итайпу. Президент Бразилии Луис Инасиу Лула да Силва назвал это решение «историческим соглашением», что также благоприятно сказалось на политическом рейтинге президента Парагвая Фернандо Луго. Однако, между странами остаются и проблемные вопросы: в 1973 году был подписан Договор Итайпу, согласно которому Парагвай обязан был разместить 300000 бразильских фермеров на своей территории, которые платят минимальный налог и из-за которых произошёл исход мелких местных фермеров из сельских районов. В настоящее время в Парагвае проживает от 300000 до 500000 человек бразильского происхождения.

## Переворот в Парагвае в 2012 году
22 июня 2012 года Сенат Парагвая объявил импичмент Луго в связи со стычкой полиции с безземельными крестьянами, что было объявлено оппозицией следствием проводимой президентом земельной реформы. Это решение было подвергнуто критике лидеров многих стран Латинской Америки, включая Аргентину, Бразилию и Венесуэлу. В результате Парагвай был исключен из Торгового блока Южной Америки. В 2013 году страны восстановили дипломатические отношения.

## Торговые отношения
В 2015 году товарооборот между странами составил сумму 5,180 млрд долларов США.